# إلفيس كومري
إلفيس كومري (بالإنجليزية: Elvis Comrie)‏ هو مدرب كرة قدم ولاعب كرة قدم بريطاني في مركز الهجوم، ولد في 7 سبتمبر 1959 في برستل في المملكة المتحدة. شارك مع منتخب الولايات المتحدة لكرة القدم. أما مع النوادي، فقد لعب مع شيكاغو ستينغ ونيويورك كوسموس.